# KODA KUMI LIVE TOUR 2006-2007 ～second session～
「KODA KUMI LIVE TOUR 2006-2007 ～second session～」（倖田來未 巡迴演唱會 2006-2007 ～再體驗～）為倖田來未於2007年3月28日發行之演唱會DVD。DVD2片裝。

## 解說
- 本次巡迴於全國36會場舉行45場公演，動員約10萬人次。[1]
- 此巡迴演唱會DVD為倖田來未第3張連續奪冠的巡迴演唱會DVD。
- 台灣因版權問題（DISC 2的香取慎吾（SMAP）的版權）無法發行，香港地區則僅發行公演本篇（DISC 1）。[2]
- DISC-2的幕後花絮以及「運命」LIVE影像為永續特典影像。[1]
- 初回限定盤特典有「豪華塑膠盒裝」、「年間活動護照」、「Cherry Girl」LIVE影像。[1]

## 曲目

### DISC 1
1. Get It On
2. D.D.D feat. SOULHEAD
3. Butterfly
4. 大切な君へ（給最愛的你）
5. 人魚姫（人魚公主）
6. Hot Stuff feat.KM-MARKIT
7. 今すぐ欲しい（現在就要）
8. you
9. 恋のつぼみ（戀愛花蕾）
10. Selfish～Crazy 4U
11. Love goes like・・・
12. Ballad Medley（Rain / 1000の言葉（千言萬語）/ hands / Magic）
13. Someday
14. Birthday Eve
15. Shake It Up
16. With your smile
17. キューティーハニー（甜心戰士）【ENCORE】
18. 夢のうた（悲夢之歌）【ENCORE】
19. WIND【ENCORE】
20. walk【ENCORE】

### DISC 2
1. 演唱會幕後花絮影像（全45場公演大巨篇）
2. 「Love goes Like・・・」MUSIC VIDEO
3. 「運命」LIVE影像 （於2007年1月8日@パシフィコ横浜）
4. 「Everybody」LIVE影像～幕後花絮 with 香取慎吾（2006年10月12日@東京國際論壇大樓A）
5. 「Cherry Girl」LIVE映像（2006年12月17日@國立代代木競技場第一體育館「RhythmNation2006」）

## 演唱會日程
| 場次 | 日期           | 地點   | 場地                             |
| ---- | -------------- | ------ | -------------------------------- |
| 1    | 2006年10月9日  | 靜岡   | 靜岡市民文化會館                 |
| 2    | 2006年10月11日 | 東京   | 東京國際論壇・A廳                |
| 3    | 2006年10月12日 | 東京   | 東京國際論壇・A廳                |
| 4    | 2006年10月14日 | 石川   | 石川厚生年金會館                 |
| 5    | 2006年10月15日 | 福井   | 福井フェニックスプラザ           |
| 6    | 2006年10月18日 | 大阪   | 大阪・Festival Hall              |
| 7    | 2006年10月19日 | 大阪   | 大阪・Festival Hall              |
| 8    | 2006年10月22日 | 兵庫   | 神戶國際會館こくさいホール       |
| 9    | 2006年10月24日 | 神奈川 | 神奈川縣立縣民ホール             |
| 10   | 2006年10月27日 | 群馬   | 群馬縣民會館                     |
| 11   | 2006年11月4日  | 滋賀   | びわ湖ホール                     |
| 12   | 2006年11月10日 | 愛知   | 名古屋國際會議場世紀廳           |
| 13   | 2006年11月11日 | 愛知   | 名古屋國際會議場世紀廳           |
| 14   | 2006年11月14日 | 大阪   | グランキューブ大阪メインホール   |
| 15   | 2006年11月15日 | 大阪   | グランキューブ大阪メインホール   |
| 16   | 2006年11月18日 | 北海道 | 北海道厚生年金會館               |
| 17   | 2006年11月19日 | 北海道 | 北海道厚生年金會館               |
| 18   | 2006年11月24日 | 長崎   | 長崎Brick Hall                   |
| 19   | 2006年11月27日 | 宮城   | 宮城市民文化ホール               |
| 20   | 2006年12月1日  | 大分   | 大分iichikoグランシアタ          |
| 21   | 2006年12月3日  | 岡山   | 倉敷市民会館                     |
| 22   | 2006年12月7日  | 栃木   | 宇都宮市民文化會館               |
| 23   | 2006年12月10日 | 長野   | 長野松本市文化會館               |
| 24   | 2007年1月7日   | 神奈川 | パシフィコ横浜 国立大ホール      |
| 25   | 2007年1月8日   | 神奈川 | パシフィコ横浜 国立大ホール      |
| 26   | 2007年1月12日  | 富山   | 富山オーバード・ホール           |
| 27   | 2007年1月13日  | 新潟   | 新潟縣民會館                     |
| 28   | 2007年1月16日  | 福島   | 郡山市民文化中心                 |
| 29   | 2007年1月17日  | 埼玉   | 大宮ソニックシティ               |
| 30   | 2007年1月19日  | 宮城   | 仙台サンプラザホール             |
| 31   | 2007年1月21日  | 岩手   | 岩手縣民會館                     |
| 32   | 2007年1月26日  | 山口   | 周南市文化會館                   |
| 33   | 2007年1月28日  | 廣島   | 廣島厚生年金會館                 |
| 34   | 2007年1月30日  | 島根   | 島根縣民會館                     |
| 35   | 2007年2月1日   | 香川   | 高知縣立縣立文化ホール・オレンジ |
| 36   | 2007年2月2日   | 愛媛   | 松山市民會館                     |
| 37   | 2007年2月4日   | 香川   | 香川縣縣民ホール・グランドホール |
| 38   | 2007年2月6日   | 福岡   | 福岡太陽宮                       |
| 39   | 2007年2月7日   | 福岡   | 福岡太陽宮                       |
| 40   | 2007年2月11日  | 愛知   | 名古屋國際會議場世紀大廳         |
| 41   | 2007年2月12日  | 愛知   | 名古屋國際會議場世紀大廳         |
| 42   | 2007年2月15日  | 岐阜   | 長良川國際會議場                 |
| 43   | 2007年2月16日  | 三重   | 三重縣文化會館 大ホール          |
| 44   | 2007年2月18日  | 靜岡   | ACT CITY浜松                     |
| 45   | 2007年2月23日  | 沖繩   | 沖縄コンベンションセンター劇場   |

## 資料來源
1. 1 2 3  . 倖田來未（こうだくみ）OFFICIAL WEBSITE. 2007-03-28  [2010-09-01]. （原始内容存档于2012-01-11）.
2. ↑  . 倖田來未中文官方網站. 2007-07-20  [2010-09-02]. （原始内容存档于2010-02-26）.